# Christophorus 33 / ITH

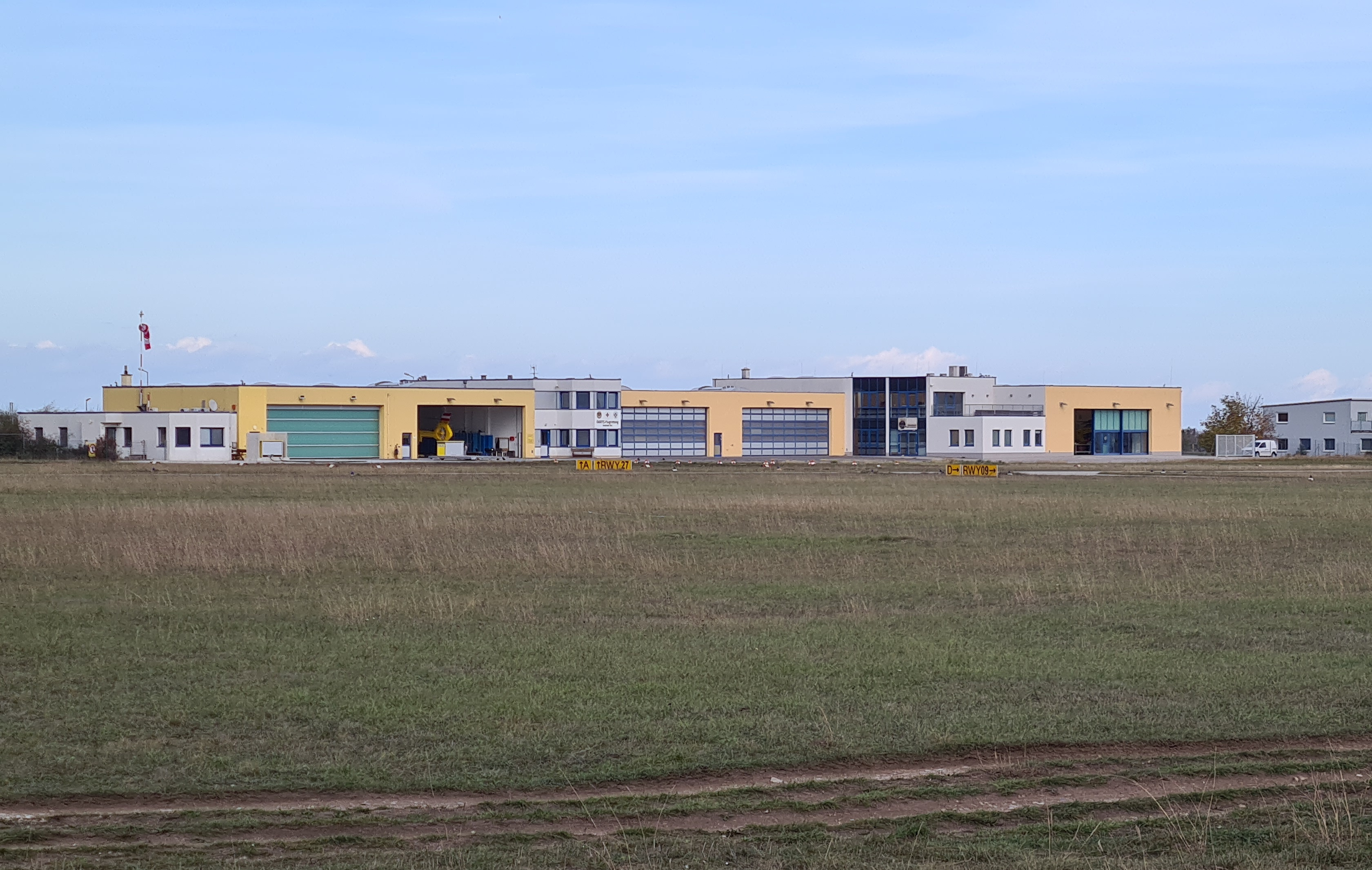
Christophorus 33 in seinem Hangar (2. Hangar von links) am Flugplatz Wiener Neustadt, ÖAMTC-Flugrettungszentrum Ost

Christophorus 33 / Christophorus ITH ist die Bezeichnung für den Standort eines Notarzthubschraubers des Christophorus Flugrettungsvereins unter dem Dach des Österreichischen Automobil-, Motorrad- und Touring Clubs. Der Notarzthubschrauber ist neben Christophorus 3 am Flugplatz Wiener Neustadt/Ost im Flugrettungszentrum Ost der ÖAMTC-Flugrettung stationiert.
Der ITH (Intensivtransporthubschrauber) steht grundsätzlich, wie es der Name schon aussagt, für Interhospitaltransfers sowie Repatriierungsflüge aus dem benachbarten Ausland zur Verfügung, seit kurzem ist der Helikopter – sofern verfügbar – auch als Primärrettungsmittel einsetzbar, falls entweder kein anderes Luftrettungsmittel in der Umgebung entsendet werden kann oder aber auch bei einem MANV ein weiteres luftgebundenes Notarztmittel an den Ort des Geschehens gebracht werden muss.
Die Einsatzbereitschaft des Hubschraubers ist rund um die Uhr (abhängig von der Witterung) gegeben, wobei tagsüber zwischen 07:00 und 22:00 Uhr eine unmittelbare Ausrückung möglich ist – nachts beträgt die Vorlaufzeit bis zu 45 Minuten.
Die eingesetzte Maschine des Typs Airbus Helicopters H135 wird aus dem Flottenpool des Christophorus Flugrettungsvereins gestellt und wird je nach Wartungsbedarf regelmäßig durch eine andere baugleiche Maschine ersetzt.